# Bascanichthys filaria
Bascanichthys filaria är en fiskart som först beskrevs av Günther 1872.  Bascanichthys filaria ingår i släktet Bascanichthys och familjen Ophichthidae. Inga underarter finns listade.